# Hermann Varnhagen
Hermann Varnhagen (* 10. August 1850  in Arolsen; † 26. Juni 1924 in Erlangen) war ein deutscher Neuphilologe.

## Leben
Varnhagen war der Sohn von Robert Varnhagen und dessen erster Ehefrau Auguste geb. Schmitz. Sein Halbbruder war Oskar Varnhagen. Varnhagen besuchte die Alte Landesschule Korbach und nahm am Deutsch-Französischen Krieg teil. An der Eberhard Karls Universität Tübingen begann er, klassische Philologie, vergleichende Sprachwissenschaft und neuere Sprachen zu studieren. Er wurde 1871 im Corps Borussia Tübingen aktiv und zeichnete sich als Consenior aus. Als Inaktiver wechselte er an die Universität Genf und die Friedrich-Wilhelms-Universität zu Berlin. 1875/76 war er Lehrer an der Höheren Bürgerschule Münden. 1876 promovierte er an der Georg-August-Universität Göttingen bei Theodor Müller mit An inquiry into the origin and different meanings of the English particle "but" (Göttingen 1876). Er hielt sich dann in England auf und habilitierte sich 1878 bei Bernhard Schmitz an der Königlichen Universität zu Greifswald für Romanistik und Anglistik. Dort 1881 zum außerordentlichen Professor ernannt, nahm er noch im selben Jahr den Ruf auf ein Doppelordinariat der Friedrich-Alexander-Universität Erlangen an. 1890 gründete er das Seminar für romanische und englische Philologie. 1898 konnte er die romanistischen Lehraufgaben an ein neues Extraordinariat mit Heinrich Schneegans abgeben. 1901 erreichte er die Gründung des ersten selbständigen Seminars für englische Philologie in Bayern, das er bis 1920 leitete. In dieser Zeit betreute er 50 Dissertationen. Er war für die Amtszeit 1905/06 auch Rektor (offiziell Prorector Magnificus). Ihm wurde der Titel Geheimer Hofrat verliehen.
Varnhagen publizierte eine erhebliche Zahl von kürzeren Abhandlungen, meist italianistischen Inhalts, nicht selten in lateinischer Sprache, vgl. „Varnhagen, Hermann“ im Italienischen VK [Verbundkatalog], einsehbar über „kvk Karlsruhe“ (Karlsruher Virtueller Katalog).

## Werk
- Eine italienische Prosaversion der sieben Weisen nach einer Londoner Handschrift zum ersten Male herausgegeben. Berlin 1881
- Über eine Sammlung alter italienischer Drucke der Erlanger Universitätsbibliothek. Ein Beitrag zur Kenntnis der italienischen Litteratur des vierzehnten und fünfzehnten Jahrhunderts. Nebst zahlreichen Holzschnitten. Erlangen 1892
- Systematisches Verzeichnis der Programmabhandlungen, Dissertationen und Habilitationsschriften aus dem Gebiete der romanischen und englischen Philologie sowie der allgemeinen Sprach- und Litteraturwissenschaft und der Pädagogik und Methodik. Leipzig 1893, New York 1968
- Werder gegen Bourbaki. Der Kampf des 14. deutschen Korps gegen die französische Ostarmee im Januar 1871. Berlin [1896]